# 张亮 (1914年)
张亮（1914年—1986年2月），又名张四、张慕川，男，直隶（今河北）安平人，中华人民共和国政治人物，曾任化学工业部副部长，北京市政协副主席。